# Круча (річка)
Круча — річка в Іванківському районі Київської області, права притока Жерева (басейн Дніпра).

## Опис
Довжина річки приблизно 7 км. Висота витоку річки над рівнем моря — 166 м, висота гирла — 140 м, падіння річки — 26 м, похил річки — 3,72 м/км. Формується з багатьох безіменних струмків та 2 водойм.

## Розташування
Бере початок на північній стороні від села Шевченкове. Тече переважно на північний захід і на північно-західній стороні від села Розважів впадає в річку Жерев, ліву притоку Тетерева.
Колишня назва: річка Вишнева.